# Дворец Пара О Тане
Дворец Пара О Тане — дворец, расположенный в городе Аваруа — столице Островов Кука.

## История
Дворец был построен в 1830-х годах по приказу соверена Островов Кука Макеа Пори Арики на территории мараэ Тапутапуатеа и изначально представлял собой одноэтажное известняковое здание. Позднее по приказу арики Макеа Такау Арики он был перестроен в двухэтажное здание и стал королевской резиденцией. В 1888 году в дворце был подписан документ о провозглашении Островов Кука британским протекторатом, а в 1901 году — акт о аннексии островов Новой Зеландией. Ниже приведено описание дворца, составленное Беатрис Гримшоу во время её поездки на Острова Кука в 1907 году:

 Мы прошли под палящим тропическим полуденным солнцем по затененной пальмами главной улице города Аваруа к огромной поросшей зеленью ограде, окружающей дворец королевы. Мы вошли через аккуратные белые ворота; внутри - один или два небольших домика, несколько пальм и цветущих кустов, а в дальнем конце — величественное двухэтажное здание, построенное из побеленного бетона, с большими верандами с перилами и красивыми арочными окнами. Это дворец Макеи, но ее посетители не ходят туда искать ее. В стиле островитян южных морей, она держит один дом для показа, а другой — для приёмов.
Оригинальный текст (англ.)We walked through the blazing hot sun of the tropic afternoon, down the palm-shaded main street of Avarua town, to the great grassy enclosure that surrounds the palace of the queen. One enters through a neat white gate; inside are one or two small houses, a number of palms and flowering bushes, and at the far end, a stately two-storeyed building constructed of whitewashed concrete, with big railed-in verandahs, and handsome arched windows. This is Makea's palace, but her visitors do not go there to look for her. In true South Sea Islander fashion, she keeps a house for show and one for use.
— B. Grimshaw. In the strange South seas
Дворец сильно пострадал в 1943 году из-за циклона, а позже превратился в руины  Он был восстановлен и перестроен в 1989—1993 годах новозеландским архитектором Гарри Турботтом и командой студентов Школы архитектуры Оклендского университета.